# Tótágas
A Tótágas 1976-ban bemutatott magyar film, amely Szergej Mihalkov A szófogadatlanság ünnepe című regénye alapján készült. A játékfilm rendezője Palásthy György. A forgatókönyvet Horgas Béla írta, zenéjét Lendvay Kamilló szerezte. A Mafilm és a Hunnia Filmstúdió készítette, a MOKÉP forgalmazta. Műfaja zenés, kalandos filmvígjáték. 
Magyarországon 1976. december 23-án mutatták be a mozikban.

## Cselekmény
Egy kisvárosban egy szép napon a szülők megunják csemetéik örökös követelődzéseit, csintalanságait és magukra hagyják őket: boldoguljanak, ahogy tudnak. Támad is ebből nagy felfordulás, az egész város rövidesen tótágast áll. Ezalatt a szülők békésen, nyugodtan kempingeznek. Egyetlen alapszabály: nem szabad kiejteni a gyerek szót! A korlátlan szabadság azonban csak ideig-óráig boldogság a gyerekek számára...

## Szereplők

### Főszereplők
- Sinkovits Imre – Mesélő (hang)
- Alekszandr Szorokoletov (hangja: Kútvölgyi Erzsébet) – A bohóc
- Palásthy Bea – Nóra
- Szokol Péter – Miki

### További szereplők
- Gyerekek: Baranyi Éva, Bottyán Ildikó, Domonkos Hajdu György, Fodor László, Karikás László, Kováts Tibor, Lázár József, Nagy Balázs, Scheer Gabi, Schultz Gabi, Simon Kati, Sonkoly Tamás, Torma Ferenc, Zsigmond László
- Szülők: Dégi István, Miklósy György, Moór Marianna, Nagy Anna, Prókai István, Tóth Judit, Vogt Károly
- Nagymamák: Orsolya Erzsi, Sándor Böske

## Betétdalok
- Szenzáció! – Előadja: Kútvölgyi Erzsébet
- Reggel – Előadja: Petrik József, Harkai Tamás, Palásthy Bea, Simon Katalin, Vásári Mónika, Szokol Péter
- Tanterem – Előadja: Palásthy Bea, Simon Katalin, Vámosi Ildikó
- Utcabál – Előadja: Kútvölgyi Erzsébet
- Autósdal – Előadja: Kútvölgyi Erzsébet
- Lekváros a város – Előadja: Kútvölgyi Erzsébet, Takács János, Palásthy Bea, Vásári Mónika, Szokol Péter
- Esernyődal és Félelemdal  – Előadja: Csocsánszky Nóra, Greuss Ildikó
- Kolbászdal – Előadja: Kútvölgyi Erzsébet, Petrik József, Harkai Tamás, Palásthy Bea, Simon Katalin, Vásári Mónika, Szokol Péter
- Sárkánydal – Előadja: Hacser Józsa, Palásthy Bea, Simon Katalin, Karikás László, Magyar Állami Operaház Gyermekkarából és a Budapesti Leánykarból alakult Kórus
- Takarítás – Előadja: Petrik József, Harkai Tamás, Palásthy Bea, Simon Katalin, Vásári Mónika, Szokol Péter
- Dal a szülőkről – Előadja: Kútvölgyi Erzsébet
- Végefőcím – Előadja: Kútvölgyi Erzsébet, Petrik József, Harkai Tamás, Palásthy Bea, Simon Katalin, Vásári Mónika, Szokol Péter

## Televíziós megjelenések
- MTV-1, Duna TV, TV2, MTV 2
- Magyar Mozi TV